# Ono
Ono (russisk: Оно) er en sovjetisk spillefilm fra 1989 af Sergej Ovtjarov.

## Medvirkende
- Rolan Bykov som Ferdysjjenko
- Natalja Gundareva som Klementinka de Burbon
- Svetlana Krjutjkova som Amalija Stokfish
- Jelena Sanaeva som Iraida
- Margarita Terekhova som Anelka Ljdohovskaja